# Gorensteinring
Ein Gorensteinring ist ein Ring, der in der kommutativen Algebra, einem Teilgebiet der Mathematik, untersucht wird. Ein Gorensteinring ist ein Cohen-Macaulay-Ring mit bestimmten zusätzlichen Eigenschaften. Eine Gorensteinsingularität ist eine Singularität, deren lokaler Ring ein Gorensteinring ist.
Benannt wurden die Ringe nach Daniel Gorenstein, obwohl dieser immer behauptete, nicht einmal die Definition zu verstehen.
Dieser Artikel beschäftigt sich mit kommutativer Algebra. Insbesondere sind alle betrachteten Ringe kommutativ und haben ein Einselement. Ringhomomorphismen bilden Einselemente auf Einselemente ab. Für weitere Details siehe Kommutative Algebra.

## Definition
Ist {\displaystyle R} ein noetherscher lokaler {\displaystyle d}-dimensionaler Ring mit maximalem Ideal {\displaystyle m}, so nennt man eine Menge {\displaystyle \{a_{1},\dots ,a_{d}\}} ein Parametersystem von {\displaystyle R}, wenn diese Menge ein {\displaystyle m}- primäres Ideal erzeugt. (Man kann zeigen, dass ein noetherscher lokaler Ring immer ein Parametersystem besitzt.)
Ist
{\displaystyle R} ein lokaler Cohen-Macaulay-Ring mit maximalem Ideal {\displaystyle m},
{\displaystyle \{a_{1},\dots ,a_{n}\}} ein Parametersystem und
{\displaystyle q=(a_{1},\dots ,a_{n})} das entsprechende {\displaystyle m}-primäre Ideal,
so ist die Zahl
{\displaystyle r:=\mathrm {dim} _{R/m}\{{\bar {r}}\in R/q|m\cdot r=0\}}
unabhängig vom gewählten Parametersystem.
Diese Zahl {\displaystyle r} wird der Typ von {\displaystyle R} genannt.
Ein lokaler Gorensteinring ist ein Cohen-Macaulay-Ring vom Typ 1.
Einen noetherschen Ring {\displaystyle R} nennt man Gorensteinring, wenn alle seine Lokalisierungen von maximalen Idealen lokale Gorensteinringe sind.
(Diese Definition folgt Kunz 1980. Häufig wird ein Gorensteinring über die injektive Dimension definiert, siehe unten.)

## Eigenschaften
- Ist {\displaystyle R} ein lokaler Cohen-Macaulay-Ring so ist {\displaystyle R} genau dann ein Gorensteinring, wenn das von einem Parametersystem erzeugte Ideal irreduzibel ist.
- Ein lokaler noetherscher Ring ist genau dann ein Gorensteinring, wenn seine injektive Dimension endlich ist.
- Jeder lokale Ring, der vollständiger Durchschnitt ist, ist ein Gorensteinring. Insbesondere ist jeder reguläre lokale Ring ein Gorensteinring.

## Beispiele
- Ist {\displaystyle K} ein Körper, so wird die Varietät, die aus der X-Achse und der Y-Achse besteht, durch den Koordinatenring {\displaystyle K[X,Z]/(XY)} beschrieben.

Der Schnittpunkt wird durch den Ring
{\displaystyle R=(K[X,Y]/(XY))_{(X,Y)}}
beschrieben. Er ist eine Singularität, denn {\displaystyle R} ist eindimensional, aber das maximale Ideal von {\displaystyle R} kann nur durch zwei Elemente erzeugt werden. Andererseits ist {\displaystyle R} ein Gorensteinring, da jedes im maximalen Ideal enthaltene reguläre Element eine irrduzible Untervarietät erzeugt.
- Der Ring {\displaystyle K[X,Y]/(X^{2},Y^{2},X\cdot Y)} ist ein {\displaystyle 0}-dimensionaler lokaler Ring. Er ist daher Cohen-Macaulay. Er ist aber nicht Gorenstein, da das Nullideal zwar {\displaystyle m}-primär, aber nicht irreduzibel ist, da es der Schnitt der Ideale {\displaystyle (X)} und {\displaystyle (Y)} ist.